# Mauro Bonaiuti
Mauro Bonaiuti (1962) è un economista italiano.

## Biografia
Ha insegnato presso le università di Modena, Bologna e Parma e attualmente (2013) insegna presso l'Università di Torino.
Si è occupato in particolare di tematiche transdisciplinari tra economia ed ecologia. È considerato fra i più importanti studiosi di Nicholas Georgescu-Roegen, il fondatore della bioeconomia. È stato anche tra i primi ad introdurre in Italia la riflessione sulla decrescita. È stato tra i promotori della Rete italiana di Economia Solidale RES e tra i fondatori dell'Associazione per la decrescita.
Dopo i volumi dedicati alla bioeconomia e alla  decrescita nell'ultimo lavoro - il volume monografico La grande transizione (Bollati Boringhieri, 2013) - recuperando le intuizioni di alcuni biologi di inizio novecento le analisi sul collasso delle società complesse di Joseph Tainter, sostiene la tesi secondo cui le società capitalistiche avanzate siano entrate, a partire dagli anni Settanta, in una fase di “rendimenti marginali decrescenti”.
La  ricerca, iniziata nel 2006 sulla base un'ampia serie di evidenze empiriche provenienti da diversi ambiti disciplinari, offre un'interpretazione originale del cosiddetto fenomeno della secular stagnation,  o come qualcuno l'ha  ribattezzata di “Fine della crescita": a quasi dieci anni dalla Grande Recessione,  nonostante il panico si sia dissolto e i mercati finanziari abbiano ripreso a salire, non c'è infatti alcuna chiara evidenza di una ripresa della crescita in Occidente.
Come illustrato nel libro, questo fenomeno non sarebbe legato alle normali oscillazioni del ciclo economico, ma avrebbe una natura sistemica, connessa in particolare alla crescente complessità delle organizzazioni sociali (apparati militari, burocrazie, sistemi di cura, educazione, ricerca) ma anche alla caduta dei rendimenti della nuova economia terziaria oltre  che ai crescenti costi dell'energia e delle materie prime. Si tratterebbe in altre parole di un processo di  natura progressiva e di lungo periodo, di fronte al quale si spiegherebbe l'impotenza/inefficacia dei rimedi messi in essere sino ad oggi dalle politiche economiche di stampo tradizionale.

## Opere
- La teoria bioeconomica. La "nuova economia" di N. Georgescu-Roegen, Carocci, Roma, 2001.
- Introduzione a: N. Gergescu-Roegen, Bioeconomia. Verso un'altra economia ecologicamente e socialmente sostenibile, Bollati Boringhieri, Torino, 2003, ISBN 978 88 339 1467 1
- Obiettivo decrescita, Emi, Bologna, 2004;
- From Bioeconomics to Degrowth, N. Gergescu-Roegen Bioeconomics in Eight Essays, Routledge, Taylor and Francis, 2011.[3]
- La grande transizione. Dal declino alla società di decrescita, Bollati Boringhieri, Torino, 2013.
- The Great Transition, Routledge, Taylor and Francis, 2014.